# Charles Frédéric Petit
Charles Frédéric Petit, född 6 maj 1857, död 19 februari 1947, var en fransk bågskytt. Han deltog vid olympiska sommarspelen 1900.